# Решетилівська вишивка

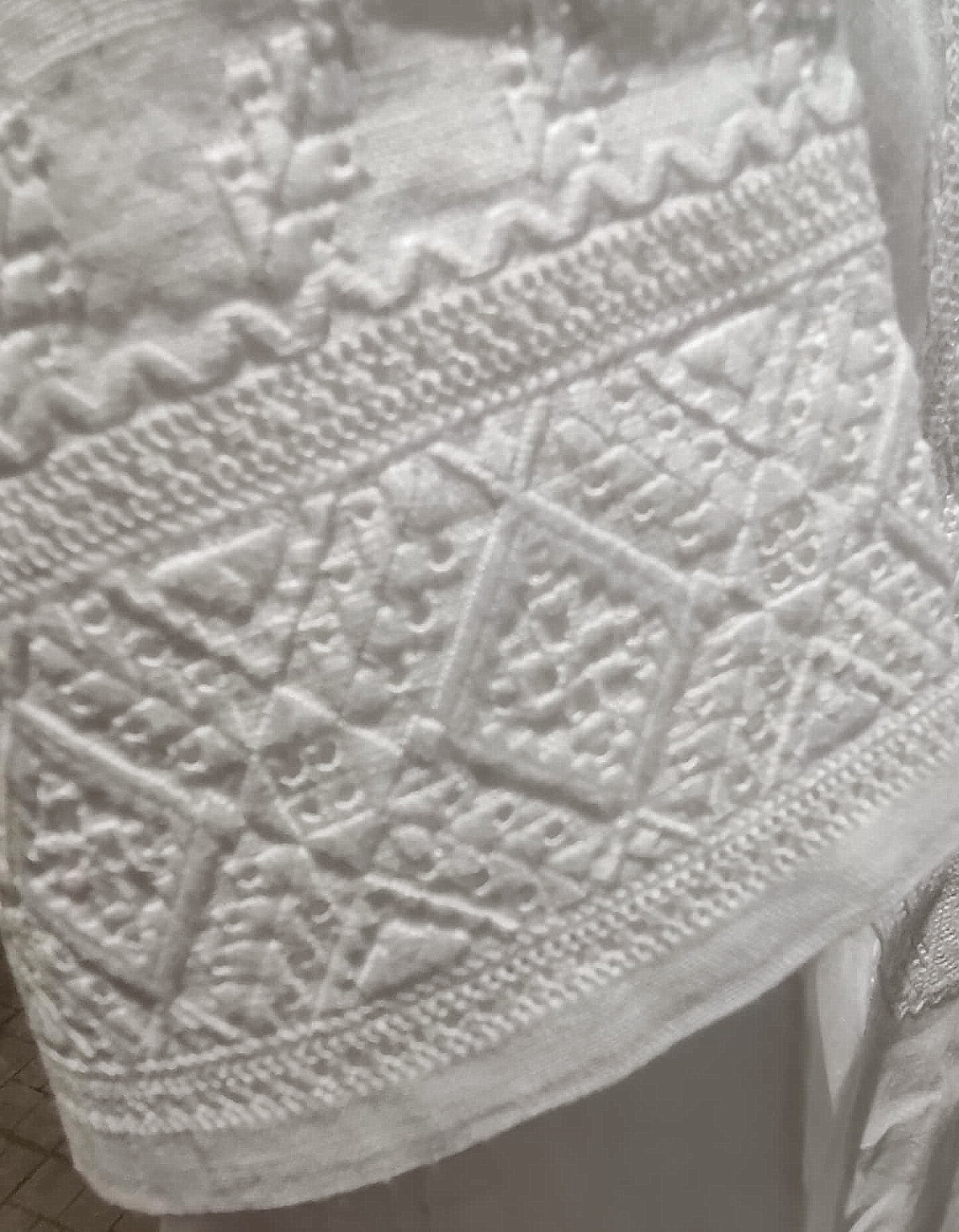

Решетилівська вишивка або вишивка «білим по білому» ― техніка вишивки білими нитками по білій тканині, що зародилася у місті Решетилівка, поєднує в одному виробі до 5-7 різноманітних технік. Внесено до Національного переліку нематеріальної культурної спадщини.

## Історія
Ремесло вишивки у Решетилівці стало популярним після скасування кріпацтва в 1861 році. Люди почали розвивати власну справу. Започаткуванню традиції сприяло, що уздовж річки Говтва добре росли льон і коноплі. З них пряли нитки й ткали полотно. Щоб після розкрою не викидати маленькі шматочки тканини, майстрині зшивали їх і таким чином отримували додатковий одяг для родини. Нитки для швів висмикували з тієї ж матерії, потім декорували шви майстерними стібками, що надавало виробу рельєфу й особливої краси. Щоб отримати якісні білі нитки, скручували їх пасмами й клали в діжку, пересипаючи попелом із берези або вільхи, заливали гарячою водою і добу настоювали. Потім ретельно їх виполіскували й висушували. Процедуру повторювали кілька разів.
З 1905 року в Решетилівці працювала фабрика художніх промислів, яка виготовляла великий асортимент виробів, оздоблених решетилівською вишивкою.
У 1937 році, поряд з фабрикою, була створена школа майстрів художніх промислів, пізніше ― Решетилівський художній професійний ліцей, до якого на навчання приїжджали учні з усіх регіонів України.
У 2019 році було відкрито Всеукраїнський центр вишивки та килимарства, де показують роботи відомих місцевих майстрів, а також старовинні зразки вишивки з приватної колекції наукового співробітника центру Юрія Мельничука.

## Техніка
В орнаментах вишиванок обов’язково є мережка. Сама мережка має безліч видів: «стовпчик», «гречечка», «вівсяночка», «лучка», «ляхівка», «прутик з настилом», «чисна мережка», «безчисна мережка», «прорізний прутик». Для решетилівської вишивки також характерні такі техніки, як вирізування, зубцювання, лиштва або гладь (пряма й навкіс), зерновий вивід, клітка, солов’їні вічка та інші.
Для контрастності майстри додають небілені нитки або ж підфарбовані в попелясті тони («куниці»). Така вишивка створює рисунок високого рельєфу зі світлотіньовим моделюванням. Залежно від напрямку світла узор по-різному то відбиває, то поглинає світло, створюючи його багату гру.

## Цікаві факти
- Письменниця Олена Пчілка мала представити на виставці в Парижі вишивку в техніці білим по білому, яка була виконана різьбярами Решетилівської фабрики. Коли журі не повірили, що така вишивка робота людських рук, то письменниця привела різьбярів.

- У 1969 році решетилівські майстри виготовили сукню для італійської акторки Софі Лорен для зйомок у фільмі Соняшники, що проходили поблизу Диканьки, Полтавської області. Згодом акторка продемонструвала сукню на подіумі у Римі. Зараз копія тої сорочки зберігається в Решетилівському музеї.

- З 1992 року проводиться щорічний регіональний фестиваль «Решетилівська весна», на якому майстрині демонструють мистецтво вишивки молоді та аматорам.

- В 2018 році решетилівську вишивку було включено до Національного списку елементів нематеріальної спадщини України.[6]